# Lockhart (Texas)
Lockhart és una població dels Estats Units a l'estat de Texas. Segons el cens del 2000 tenia 11.615 habitants.

## Demografia
Segons el cens del 2000, Lockhart tenia 11.615 habitants, 3.627 habitatges, i 2.691 famílies. La densitat de població era de 398,6 habitants/km².
Dels 3.627 habitatges en un 38% hi vivien nens de menys de 18 anys, en un 52% hi vivien parelles casades, en un 16,6% dones solteres, i en un 25,8% no eren unitats familiars. En el 21,9% dels habitatges hi vivien persones soles el 10,6% de les quals corresponia a persones de 65 anys o més que vivien soles. El nombre mitjà de persones vivint en cada habitatge era de 2,81 i el nombre mitjà de persones que vivien en cada família era de 3,28.
Per edats la població es repartia de la següent manera: un 26,5% tenia menys de 18 anys, un 9,2% entre 18 i 24, un 32,1% entre 25 i 44, un 18,9% de 45 a 60 i un 13,2% 65 anys o més.
L'edat mediana era de 34 anys. Per cada 100 dones de 18 o més anys hi havia 89,4 homes.
La renda mediana per habitatge era de 35.763 $ i la renda mediana per família de 41.111 $. Els homes tenien una renda mediana de 29.329 $ mentre que les dones 20.923 $. La renda per capita de la població era de 13.621 $. Aproximadament el 12,2% de les famílies i el 14,6% de la població estaven per davall del llindar de pobresa.

## Poblacions més properes
El següent diagrama mostra les poblacions més properes.